# Handball-Superliga der Frauen
Die Superliga der Frauen (ukrainisch Жіноча Суперліга Schinotscha Superliha) ist die höchste Spielklasse im ukrainischen Handball der Frauen.

## Geschichte
Die Liga wurde nach der ukrainischen Unabhängigkeit gegründet. Erster Meister wurde 1992 Spartak Kiew.

## Mannschaften
Sechs Teams spielen in der Superliga. Der Letztplatzierte einer Spielzeit steigt in die zweite Liga ab.
In der Spielzeit 2021/2022 traten HK Halytschanka Lwiw, HK Dniprjanka Cherson, HK Real Mykolajiw, HK Karpaten Uschhorod, Spartak Kiew und TNU 21 Kiew an. Diese Saison wurde wegen des russischen Überfalls auf die Ukraine 2022 unterbrochen.